# Alas Tengah (Besuk)
Alas Tengah is een bestuurslaag in het regentschap Probolinggo van de provincie Oost-Java, Indonesië. Alas Tengah telt 4984 inwoners (volkstelling 2010).